# Eheähnliche Gemeinschaft
Die eheähnliche Gemeinschaft ist ein unbestimmter Rechtsbegriff, der meist im Zusammenhang mit der Zu- und Aberkennung öffentlicher Leistungen für diejenigen Personen benutzt wird, auf welche die Definitionsmerkmale der eheähnlichen Gemeinschaft zutreffen. Es ist die verrechtlichte Form des Begriffs Wilde Ehe oder „Ehe ohne Trauschein“ und beschreibt das Zusammenleben von (in der Regel zwei) Menschen (je nach Staat auch gleichen Geschlechts) nach Art von Eheleuten, ohne dass diese jedoch formal verheiratet sind. In der Schweiz ist auch der Begriff Konkubinat üblich, in Österreich lautet der Rechtsbegriff allgemein auf Nichteheliche Lebensgemeinschaft (NEL), unabhängig vom Geschlecht der Beteiligten. Für gleichgeschlechtliche Lebensgemeinschaften wird in Deutschland auch der Begriff lebenspartnerschaftsähnliche Gemeinschaft (siehe Lebenspartnerschaftsgesetz) benutzt; infolge der Einführung der gleichgeschlechtlichen Ehe 2017 erscheint der Begriff aber überflüssig.

## Hintergrund

### Sozialleistungen bei Bedürftigkeit
In Deutschland und auch in vielen anderen Staaten gibt es eine Reihe von Sozialleistungen des Staates, die nur bei Bedürftigkeit gewährt werden. Wer seinen Lebensunterhalt selbst oder durch Hilfe anderer gewährleisten kann, ist nicht bedürftig, und erhält deshalb keine Unterstützung.

### Ehe
Als „verheiratet“ gilt  von Rechts wegen nur derjenige, der in einem förmlichen Verfahren geheiratet hat. Insofern ist das Wort „Ehe“ in dem Begriff „Ehe ohne Trauschein“ nicht wörtlich zu verstehen. Unter anderem sind sich Ehegatten gegenseitig zum Unterhalt verpflichtet. Hat ein Ehegatte kein ausreichendes Einkommen oder Vermögen, kann er von seinem leistungsfähigen Ehegatten Unterhalt verlangen. Er hat deshalb mangels Bedürftigkeit keinen Anspruch auf eine staatliche Fürsorgeleistung. Würde der Unterhaltsanspruch nicht berücksichtigt, hätten dagegen zum Beispiel Hausfrauen, die ohne eigenes Einkommen die Hausarbeit und Kindererziehung erledigen, Ansprüche auf Sozialleistungen, was für den Sozialleistungsträger mit erheblichen Kosten verbunden wäre. 

### Fürsorgeleistungen für die Partner einer eheähnlichen Gemeinschaft
Leben Menschen wie in einer Ehe zusammen, ohne jedoch formal eine Ehe einzugehen, sollen sie hinsichtlich der Voraussetzungen sowie des Umfangs der Sozialleistungen nicht besser gestellt werden als Ehegatten. Obwohl sie keinen familienrechtlichen Unterhaltsanspruch haben, werden solche eheähnlichen Gemeinschaften so behandelt, als würden sie sich gegenseitig unterhalten.
Da eheähnliche Gemeinschaften nicht die Privilegien von Ehegatten genießen, wie zum Beispiel das steuerrechtliche Ehegattensplitting oder die beitragsfreie Familienversicherung in der Krankenversicherung, wird es als ungerecht kritisiert, dass sie in Bezug auf die Versagung von Sozialleistungen wie Ehegatten behandelt werden. Hingewiesen wird auch darauf, dass Unverheiratete im Unterschied zu Ehegatten gegen ihren Partner keinen Unterhalt einklagen können.

## Deutschland

### Bis 1992
In Bayern bestand bis 1970 ein Konkubinatsverbot.
Die „Geburtsstunde“ der Eheähnlichen Gemeinschaft im Sozialrecht war das Jahr 1956, als § 149 Abs. 5 des Gesetzes über Arbeitsvermittlung und Arbeitslosenversicherung in der Fassung vom 23. Dezember 1956 bestimmte, dass Einkommen und Vermögen von Partnern einer eheähnlichen Gemeinschaft bei der Berechnung der Arbeitslosenhilfe berücksichtigt werden darf.
Am 16. Dezember 1958 entschied das Bundesverfassungsgericht (BVerfG), dass diese Rechtsnorm verfassungsgemäß sei.
In der Zeit von 1958 bis 1992 gingen die Behörden automatisch von einer eheähnlichen Gemeinschaft aus, sobald ein Mann und eine Frau gemeinsam in derselben Wohnung lebten, das war insbesondere ein Problem für viele Wohngemeinschaften von Studenten.
In der Zeit von 1958 bis 1992 sah das Bundesverwaltungsgericht die eheähnliche Gemeinschaft als eine „Wohn- und Wirtschaftsgemeinschaft“ zwischen einem Mann und einer Frau. Dabei spielten innere Bindungen ebenso wenig eine Rolle wie das Vorhandensein oder Nichtvorhandensein von Unterhaltspflichten oder tatsächlicher Unterstützung. Auch damals schon spielten sexuelle Beziehungen keine Rolle (was bedeutete, dass auch Personen als eheähnlich eingestuft wurden, die gar keine sexuelle Beziehung unterhielten). Maßgeblich war allein das „Wirtschaften aus einem Topf“. Dabei war jedoch das tatsächliche Bestehen einer gemeinsamen Kasse oder eines gemeinsamen Kontos oder eine gemeinsame Planung von Ausgaben nicht erforderlich. Man stellte sich auf den Standpunkt, dass das auch bei vielen Eheleuten nicht der Fall sei.

### 1992 bis 2006
Im Jahr 1992 änderte sich die Definition der eheähnlichen Gemeinschaft grundlegend durch ein Urteil des BVerfG.
In der Entscheidung BVerfGE 87,234 heißt es, dass Ehepaare gegenüber Personen, die in eheähnlichen Gemeinschaften leben, hinsichtlich der Voraussetzungen und des Umfangs der Sozialhilfe oder der Arbeitslosenhilfe nicht benachteiligt werden dürfen.

„Beseitigt der Gesetzgeber die verfassungsrechtlichen Mängel dieser Regelung, so ist § 137 Abs. 2a AFG, wonach bei der Bedürftigkeitsprüfung Einkommen und Vermögen einer Person, die mit dem Arbeitslosen in eheähnlicher Gemeinschaft lebt, ebenso wie Einkommen und Vermögen eines nicht dauernd getrennt lebenden Ehegatten zu berücksichtigen sind, bei verfassungskonformer Auslegung mit dem Grundgesetz vereinbar.“

In dieser Entscheidung BVerfGE 87,234 definiert das BVerfG genau, wann eine eheähnliche Gemeinschaft vorliegt:

„Eine eheähnliche Gemeinschaft liegt nur vor, wenn zwischen den Partnern so enge Bindungen bestehen, dass von ihnen ein gegenseitiges Einstehen in den Not- und Wechselfällen des Lebens erwartet werden kann (Verantwortungs- und Einstehensgemeinschaft).“

Der Urteilsbegründung ist darüber hinaus eine konkrete Definition zu entnehmen, mit konkreten Kriterien. Diese gilt seit 1992:

„Die eheähnliche Gemeinschaft ist eine typische Erscheinung des sozialen Lebens. Von anderen Gemeinschaften hebt sie sich hinreichend deutlich ab. Mit dem Begriff „eheähnlich“ hat der Gesetzgeber ersichtlich an den Rechtsbegriff der Ehe angeknüpft, unter dem die Lebensgemeinschaft zwischen einem Mann und einer Frau zu verstehen ist. Gemeint ist also eine Lebensgemeinschaft zwischen einem Mann und einer Frau, die auf Dauer angelegt ist, daneben keine weitere Lebensgemeinschaft gleicher Art zulässt und sich durch innere Bindungen auszeichnet, die ein gegenseitiges Einstehen der Partner füreinander begründen, also über die Beziehungen in einer reinen Haushalts- und Wirtschaftsgemeinschaft hinausgehen.“

Damit eine eheähnliche Gemeinschaft vorliegt, müssen also folgende Kriterien erfüllt sein:
- Es muss eine Lebensgemeinschaft von Mann und Frau (keine gleichgeschlechtliche Gemeinschaft) sein.
- Die Gemeinschaft muss erkennbar auf Dauer angelegt sein.
- Sie darf keine weiteren Gemeinschaften gleicher Art zulassen (damit sind insbesondere keine Wohngemeinschaften gemeint, da derartige Gemeinschaften beliebig ausgeweitet werden können).
- Es müssen innere Bindungen vorhanden sein, die eine gegenseitige Verantwortung der Partner begründen.

Das bedeutet insbesondere, dass sexuelle Kontakte das Vorliegen einer eheähnlichen Gemeinschaft nicht begründen. Anerkannte Kriterien einer eheähnlichen Gemeinschaft waren in der Zeit von 1992 bis 2006 insbesondere:
- Tatsächliche materielle Unterstützung, erkennbar insbesondere an einem gemeinsamen Konto der Partner
- Tatsächliche Unterhaltsansprüche, zum Beispiel durch ein gemeinsames Kind

Ausschlusskriterien einer eheähnlichen Gemeinschaft waren unter anderem:
- Anderweitige Ehe
- Gemeinschaft besteht erst weniger als 3 Jahre
- Gemeinschaft besteht aus zwei Männern oder zwei Frauen

Um Antragstellern den Bestand einer eheähnlichen Gemeinschaft nachzuweisen, entsandte man Kontrolleure in die Haushalte der Antragsteller, damit diese dort Indizien für das Vorliegen einer eheähnlichen Gemeinschaft sammeln sollten. Jedoch ist die Ablehnung einer solchen Wohnungsbesichtigung durch das Grundrecht der Unverletzlichkeit der Wohnung nach Art. 13 GG gedeckt. Das
Landessozialgericht Sachsen-Anhalt urteilte im Beschluss vom 22. April 2005, Az. L 2 B 9/05 AS ER:

„Die Ablehnung der Wohnungsbesichtigung durch einen Mitarbeiter der Behörde ist durch das Grundrecht der Unverletzlichkeit der Wohnung nach Art. 13 GG gedeckt; sie darf schon deshalb nicht als Zugeständnis einer eheähnlichen Gemeinschaft gewertet werden. Es ist im Übrigen fraglich, ob bei einem Hausbesuch entscheidungserhebliche Tatsachen gefunden werden können, weil die Intimsphäre zur Feststellung einer eheähnlichen Gemeinschaft nicht ausgeforscht werden darf; insbesondere sind geschlechtliche Beziehungen für die eheähnliche Gemeinschaft nicht maßgeblich und dürfen auch nicht ermittelt werden (BVerfG, Urteil vom 17. November 1992, BVerfGE 87,234; Beschluss vom 16. Dezember 1958 − 1 BvL 3/57, 4/57 und 8/58 − SozR Nr. 42 zu Art. 3 GG = BVerfGE 9 S. 20).“

### 2006 bis heute
Im Jahr 2005 stellte das Sozialgericht Düsseldorf eine Benachteiligung von eheähnlichen Gemeinschaften gegenüber homosexuellen Gemeinschaften ohne Unterhaltspflichten fest.

„Insbesondere im Verhältnis der nichtehelichen Lebensgemeinschaft (zwischen einem Mann und einer Frau) und dem gleichartigen Verhältnis zweier homosexueller Partner dürfte diese Regelung einen Verstoß gegen das Gleichheitsgebot (Art. 3 Grundgesetz) darstellen.“

Diese vermeintliche Benachteiligung von Heterosexuellen zusammen mit einem Eindruck der faktischen Unmöglichkeit des Nachweises einer eheähnlichen Gemeinschaft für die Gerichte führten dazu, dass am 1. August 2006 mit dem Gesetz zur Fortentwicklung der Grundsicherung für Arbeitssuchende eine Änderung in Kraft trat. Damit verschwand der Begriff „eheähnliche Gemeinschaft“ nach 50 Jahren wieder aus dem Sozialrecht und wurde durch eine andere Formulierung ersetzt. Neben der Ehe und der eingetragenen Lebenspartnerschaft bildet nunmehr jede hetero- oder homosexuelle Verantwortungs- und Einstehensgemeinschaft eine Bedarfsgemeinschaft, mit der Folge, dass das Einkommen und das Vermögen des Partners bei der Prüfung der Bedürftigkeit berücksichtigt wird.
Eine solche Einstehensgemeinschaft liegt nach § 7 Abs. 3 und 3a SGB II vor, wenn

„eine Person mit dem erwerbsfähigen Hilfebedürftigen in einem gemeinsamen Haushalt so zusammenlebt, dass nach verständiger Würdigung der wechselseitige Wille anzunehmen ist, Verantwortung füreinander zu tragen und füreinander einzustehen.
Ein wechselseitiger Wille, Verantwortung füreinander zu tragen und füreinander einzustehen, wird vermutet, wenn Partner
1. länger als ein Jahr zusammenleben,
2. mit einem gemeinsamen Kind zusammenleben,
3. Kinder oder Angehörige im Haushalt versorgen oder
4. befugt sind, über Einkommen oder Vermögen des anderen zu verfügen.“

Die gesetzliche Vermutung hat eine Beweislastumkehr zur Folge. Bei Vorliegen nur einer der vier Vermutungstatsachen, für die noch die Behörde die Beweislast trägt, muss nicht mehr die Behörde das Bestehen einer Verantwortungs- und Einstehensgemeinschaft beweisen, sondern der Leistungsberechtigte muss das Vorliegen einer solchen Gemeinschaft widerlegen, indem er darlegt und beweist, dass die Vermutung der Lebenswirklichkeit nicht entspricht.
Die häufigste in der Praxis vorkommende Tatsache aus dieser Liste ist das Zusammenleben über lange Zeit. An den Nachweis dieser Tatsache hat das Sozialgericht Detmold allerdings in einem Urteil hohe Anforderungen gestellt, die sich insbesondere aus dem Gesetzestext ergeben, in dem es zusammenleben heißt statt zusammenwohnen, und die dem früheren Urteil des Bundesverfassungsgerichts entsprechen.

„Eine Vermutung für das Vorliegen einer Verantwortungs- und Einstandsgemeinschaft … setzt … im Sinne der Norm mehr voraus als ein bloßes zusammen Wohnen. Erforderlich ist ein Zusammenleben in Form einer Haushalts- und Wirtschaftsgemeinschaft als Abgrenzung zu einer bloßen Wohngemeinschaft. Der Vermutungstatbestand greift nur dann ein, wenn ein Wirtschaften ‚aus einem Topf‘ vorliegt.“

Durch diese Rechtsprechung werden insbesondere Wohngemeinschaften geschützt.

### 9. Juli 2008 – Grundsatzurteil des Bundesgerichtshofs
In einem Grundsatzurteil vom 9. Juli 2008 – Az. XII ZR 179/05 (veröffentlicht u. a. in: BGHZ 177, 193; NJW 2008, 3277; MDR 2008, 1275; DNotZ 2009, 52; NZM 2008, 694; NJ 2008, 455; FamRZ 2008, 1822; WM 2008, 1801) – hat der Bundesgerichtshof die Rechte von Unverheirateten in eheähnlichen Gemeinschaften gestärkt. Wurde in der Beziehung etwa gemeinsam ein Eigenheim gebaut, das nur auf einen der beiden Partner eingetragen ist, hat der andere nach einer Trennung nun erstmals Anspruch auf Verrechnung seiner eingebrachten Leistungen.

„Nach Beendigung einer nichtehelichen Lebensgemeinschaft kommen wegen wesentlicher Beiträge eines Partners, mit denen ein Vermögenswert von erheblicher wirtschaftlicher Bedeutung (hier: Wohnhaus) geschaffen wurde, dessen Alleineigentümer der andere Partner ist, nicht nur gesellschaftsrechtliche Ausgleichsansprüche, sondern auch Ansprüche aus ungerechtfertigter Bereicherung (§ 812 Abs. 1 Satz 2, 2. Alt. BGB) sowie nach den Grundsätzen über den Wegfall der Geschäftsgrundlage in Betracht (Aufgabe der bisherigen Rechtsprechung, vgl. etwa BGH Urteile vom 6. Oktober 2003 - II ZR 63/02 - FamRZ 2004, 94 und vom 8. Juli 1996 - II ZR 193/95 - NJW-RR 1996, 1473 f.).“

Der Bundesgerichtshof gab damit ausdrücklich seine bisherige Rechtsprechung auf, wonach Betroffene bei solch einer Trennung leer ausgingen. 

## Österreich
Im österreichischen Sozialrecht werden auf Sozialleistungen wie die Notstandshilfe das Einkommen aller in derselben Wohnung lebenden Personen angerechnet. Eine der Situation in Deutschland vergleichbare Differenzierung kennt Österreich nicht.

## Schweiz
In dem Dokument Sozialhilfe bei eheähnlichen Gemeinschaften wird die Situation in der Schweiz beschrieben, die den Begriff ebenfalls kennt. Dort ist auch der Begriff Konkubinat zur Beschreibung einer eheähnlichen Gemeinschaft üblich. Die Situation ist der in Deutschland sehr ähnlich. Ein Unterschied ist die Beweislastumkehr nach fünf Jahren gemeinsamen Zusammenlebens, nach dieser Zeit geht man in der Schweiz davon aus, dass ein „stabiles Konkubinat“ vorliege. Gleichwohl ist auch in der Schweiz der (mutmaßliche) Wille zur Bildung einer „Schicksalsgemeinschaft“ maßgeblich.
Früher bestand in einigen Kantonen ein Konkubinatsverbot.

## Europäischer Vergleich
In einigen europäischen Ländern haben nichteheliche Partnerschaften umfangreichere vertragliche Gestaltungsmöglichkeiten als in Deutschland, und an die Partnerschaft knüpfen sich nicht nur Pflichten, sondern auch Rechte. In Deutschland – in dem bis zum 31. Juli 2006 sozialrechtliche Lasten nur aus der eheähnlichen Partnerschaft von Menschen mit verschiedenem Geschlecht entstehen konnten – kommt immer wieder eine Diskussion darüber auf, ob weitergehende Rechtsfolgen an nicht eheliche Lebensgemeinschaften geknüpft werden sollen.
Die Befürworter begründen dies vor allem mit Rechtsproblemen, die im Zusammenhang mit gemeinsamen Kindern aufträten. Die Gegner befürchten, dass dadurch eine Alternative zur Ehe etabliert würde, was dem grundgesetzlichen Schutzauftrag für die Ehe widerspreche. Soweit es gemeinsame Kinder betrifft, sind im deutschen Recht nicht eheliche Lebensgemeinschaften Ehepaaren inzwischen infolge der Rechtsprechung des Bundesverfassungsgerichts weitgehend gleichgestellt; die gemeinsame Erziehung von Kindern, deren einer Elternteil nicht Partner der nicht ehelichen Lebensgemeinschaft ist, ist jedoch weiterhin von rechtlichen Problemen erschwert. Politische Initiativen, rechtliche Grundregeln für nichteheliche Lebensgemeinschaften zu schaffen, sind bisher größtenteils schon in den Ansätzen gescheitert. Allerdings erweitert § 7 Absatz 3 Sozialgesetzbuch, zweites Buch (SGB II) in der seit dem 1. August 2006 gültigen Fassung das Konzept der eheähnlichen Gemeinschaften auch auf gleichgeschlechtliche Partnerschaften, was die Zugehörigkeit zur Bedarfsgemeinschaft des erwerbsfähigen Hilfebedürftigen anbelangt.

## Vereinigte Staaten
Im Recht der Vereinigten Staaten wird die eheähnliche Gemeinschaft als Common-law marriage bezeichnet.
Je nach der herrschenden Definition des Begriffs Ehe kann die konsensuale Lebensgemeinschaft auch als besondere Form der Ehe betrachtet werden: wenn die Geburtsrechte, die Legitimität oder die gemeinsame Elternschaft das ausschlaggebende Kriterium sind, wird sie in einigen Staaten auch als eheliche Beziehung behandelt. Dies gilt vor allem in Ländern mit angelsächsischer Rechtstradition (sogenannte Common-law marriage). Im Gegensatz zur Ehe kommt eine konsensuale Ehegemeinschaft ohne einen öffentlich bezeugten Vertrag aus. Sie beruht allein auf privaten gegenseitigen Willenserklärungen der Beteiligten, die jederzeit aufkündbar sind. Wegen dieses informellen Charakters gibt es von einem Teil der Betroffenen auch Einwände gegen die Versuche, nichtehelichen Lebensgemeinschaften einen rechtlichen Rahmen zu geben, mit der Begründung, dass Staat und Gesellschaft nicht auf persönliche Beziehungen Einfluss nehmen sollten.